# José de Viera y Clavijo
José de Viera y Clavijo (Los Realejos, Tenerife, 28 de diciembre de 1731-Las Palmas de Gran Canaria, 21 de febrero de 1813) fue un sacerdote católico, historiador, biólogo y escritor español, reconocido como el máximo exponente de la Ilustración canaria.

## Biografía
Aunque nació en 1731 en el Realejo Alto y fue bautizado en la Parroquia Matriz del Apóstol Santiago, su familia se trasladó al Puerto de La Orotava (actual Puerto de la Cruz). Estudió con los dominicos en el Convento de Santo Domingo de Guzmán de La Orotava, destacándose en la filosofía escolástica, que luego rechazaría. Su afición a la literatura fue temprana, y ya de niño solía componer versos. La lectura de los discursos de Benito Jerónimo Feijoo causó en él un gran efecto y lo inclinó al racionalismo de la Ilustración, como él mismo relata en sus Memorias, publicadas en la edición póstuma de una de sus obras. Con tan sólo 14 años, escribió su primera obra importante, su única novela, titulada Vida del noticioso Jorge Sargo, dentro del género de la picaresca, retratando de forma singular la vida y los entornos de Tenerife. El propio Viera y Clavijo refiere en sus memorias que el origen del texto surge de la lectura juvenil del Guzmán de Alfarache, de Mateo Alemán, una de las novelas de picaresca más fascinantes de la literatura española.
En 1750, recibió las órdenes menores en San Cristóbal de La Laguna y, poco más tarde, las mayores en Las Palmas de Gran Canaria, cuando era obispo el mercedario fray Valentín Morán Estrada. Algunos de sus sermones, así como su espíritu cartesiano y sus gustos intelectuales muy pronto chocaron con el Santo Oficio, que en 1757 le apercibió de que en adelante se abstuviera "de usar en el púlpito de cavilaciones y voluntariedades violentas (...) so pena de que, no haciéndolo así, se le privará del ministerio del púlpito".
En 1756, se trasladó con su familia a la ciudad de San Cristóbal de La Laguna para ejercer de párroco (1757–1770) en la iglesia de Los Remedios, actual catedral de la Diócesis Nivariense. Fue muy bien acogido en la alta sociedad tinerfeña, especialmente por don Tomás de Nava Grimón, marqués de Villanueva del Prado, en cuya casa montó una tertulia con Cristóbal del Hoyo Solórzano, Fernando y Lope de la Guerra y Juan Antonio de Urtusáustegui. De estas reuniones salieron los 50 números de una especie de gaceta confidencial titulada Papel hebdomadario, que lamentablemente no se conservan y que algunos consideran el primer periódico de Canarias. Por otra parte, el acceso a la excepcional biblioteca del marqués le permitió ampliar su cultura leyendo a los grandes clásicos franceses y a los filósofos y moralistas, como el marqués d'Argens, a Fontenelle, a Montesquieu pero, sobre todo, a Voltaire y a Jean-Jacques Rousseau que, en opinión de Alejandro Cioranescu, "eran sus ídolos", aunque su posición de sacerdote español no le permitían hacer gala de su influencia.
En 1760, publicó su primera obra, titulada El Jardín de las Hespérides. Representación alegórica de las Islas Canarias, proclamando y reconociendo por su Rey y Señor a nuestro Cathólico Monarca Carlos III (que Dios guarde), editada por la imprenta Real de Guerra, sita en la calle del Sol de Santa Cruz de Tenerife. Este libro será el primero de una larga serie de escritos dedicados al monarca Carlos III, en los que no solo demostraba su filiación borbónica, sino también su admiración al monarca que tantos ilustrados de la época consideraron como un garante de la recuperación del orden social en España.

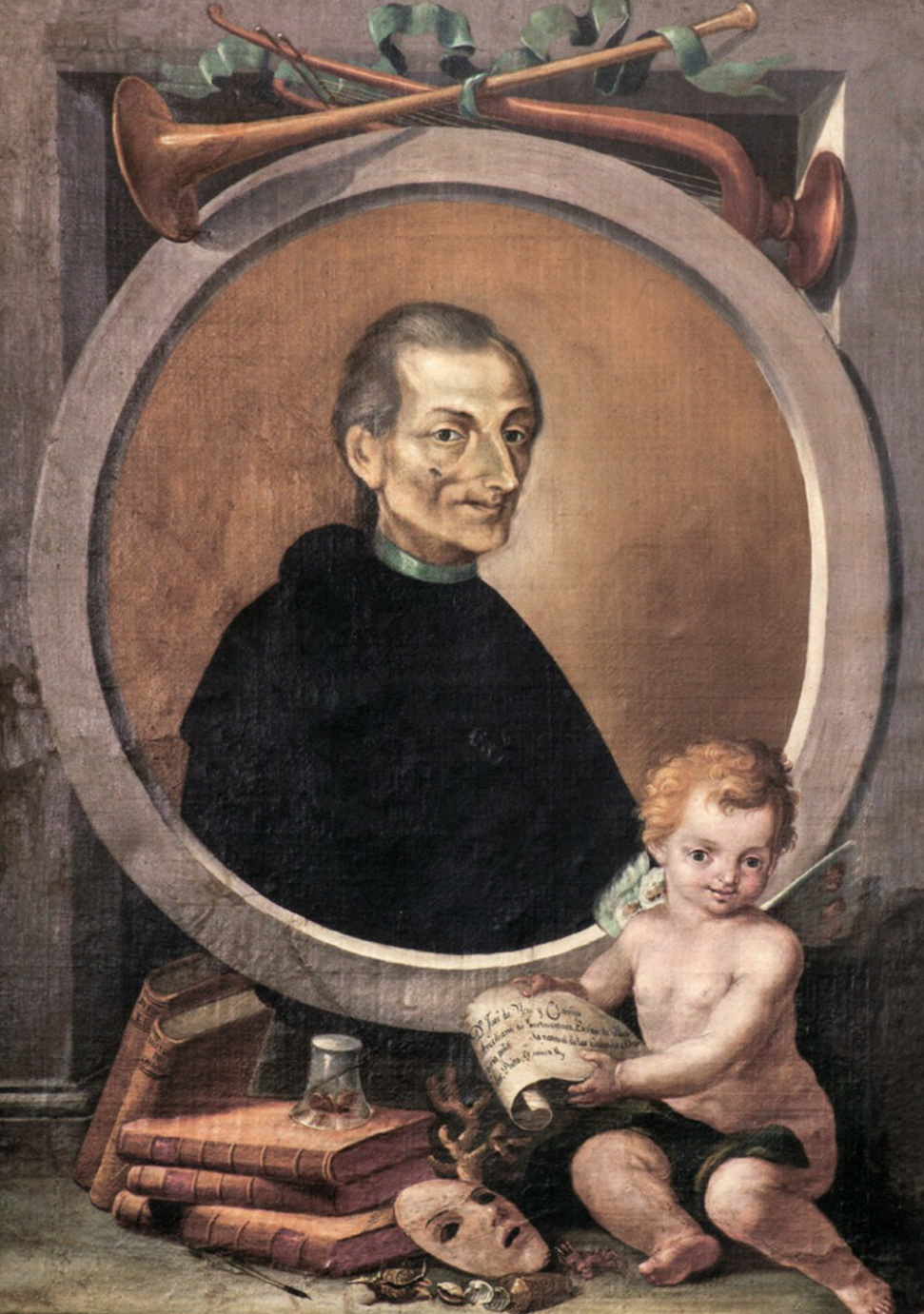
José de Viera y Clavijo (1812), por José de Ossavarry (Catedral de Santa Ana, Las Palmas de Gran Canaria).

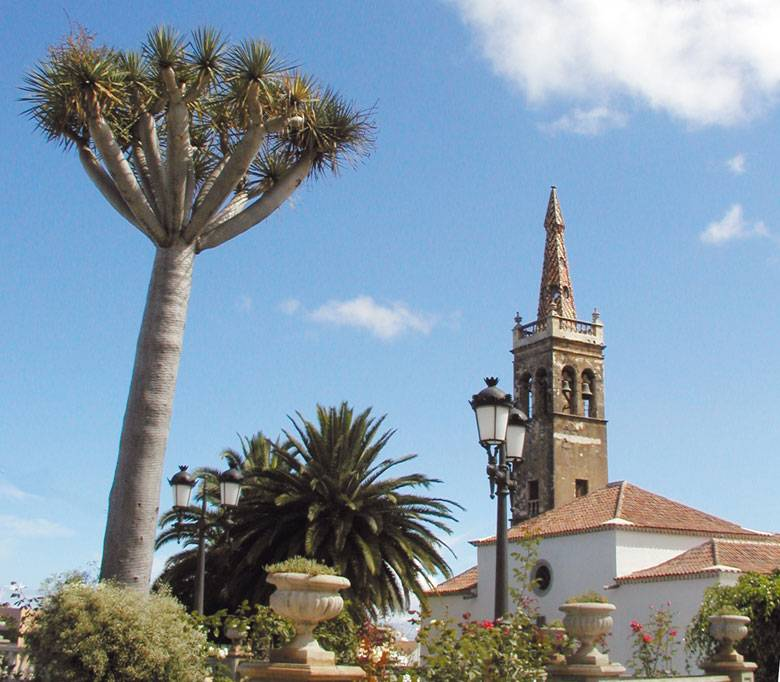
Parroquia Matriz del Apóstol Santiago, Los Realejos. En este templo fue bautizado José de Viera y Clavijo.

En 1763, comenzó a escribir sus eruditas Noticias de la historia general de las Islas de Canaria y, entre 1764 y 1770, sus obras El síndico personero general, Gacetas de Daute, Los vasconautas y Carta filosófica sobre la aurora boreal, entre otras. Llegó a Madrid el 13 de diciembre de 1770 para publicar la primera parte de sus Noticias de la historia general de las Islas de Canarias, y allí un amigo le consiguió el puesto de ayo del joven marqués del Viso, Francisco de Silva, hijo único de José Joaquín de Silva Bazán Meneses y Sarmiento, marqués de Santa Cruz. En casa de este culto e ilustrado aristócrata, director de la Real Academia Española, recibió un trato afectuoso, de forma que acompañó a los marqueses en algunos de sus viajes, tales como a sus posesiones manchegas, experiencia que relató en su diario Viaje a La Mancha en 1774, en el que revela finas dotes de observación, un gran sentido del humor y, también, una gran hostilidad hacia las órdenes regulares, no en vano acababan de ser expulsados los jesuitas. En 1772, había ya publicado el primer tomo de las Noticias de la historia general de las Islas de Canarias, obra muy documentada y que consideró la mejor entre las suyas, y el segundo, un año más tarde; se cree que el marqués habría sufragado los gastos de impresión. El tomo tercero aparecería en 1776.
De 1777 a 1778, viajó con el botánico Antonio José de Cavanilles a Francia y los Países Bajos, donde escribió su Diario e itinerario de mi viaje a Francia y Flandes. En París, participó en los experimentos químicos sobre los gases y el oxígeno que realizaba Joseph-Aignan Sigaud de Lafond, y despierta en él una gran curiosidad por la química, que le llevó a ponerse a estudiar en el laboratorio de Balthazar Georges Sage, asistiendo también a los cursos de historia natural de Jacques-Christophe Valmont de Bomare, en el Jardin des Plantes. Obtuvo el reconocimiento de socio honorario de la Real Sociedad Económica de Amigos del País de Tenerife. En 1777, pasó a socio supernumerario de la Academia de Historia, a propuesta de su director Pedro Rodríguez de Campomanes. Fue amigo, como censor y como académico, de Gaspar Melchor de Jovellanos, con quien mantuvo correspondencia, la cual se ha conservado y editado. Entre 1779 y 1780, publicó el Elogio de Felipe V, rey de España, que obtuvo el premio de la Real Academia, y además escribió: La rendición de Granada, El Hieroteo y el poema didáctico Los aires fijos. En 1780 y 1781, viajó con José Joaquín de Silva-Bazán, marqués de Santa Cruz, por Italia y Alemania; redactó su Diario de su viaje a Italia y Alemania y asistió en Viena a la boda del marqués, con la condesa Mariana de Waldstein. Allí conoció a Johann Ingenhousz, descubridor de la fotosíntesis, y le preguntó extensamente sobre sus procedimientos para cuantificar el oxígeno consumido y desprendido por las plantas. También asistió a algunos experimentos en casa de Ingenhousz en compañía del geólogo y químico Fausto Delhuyar en marzo y abril de 1781.

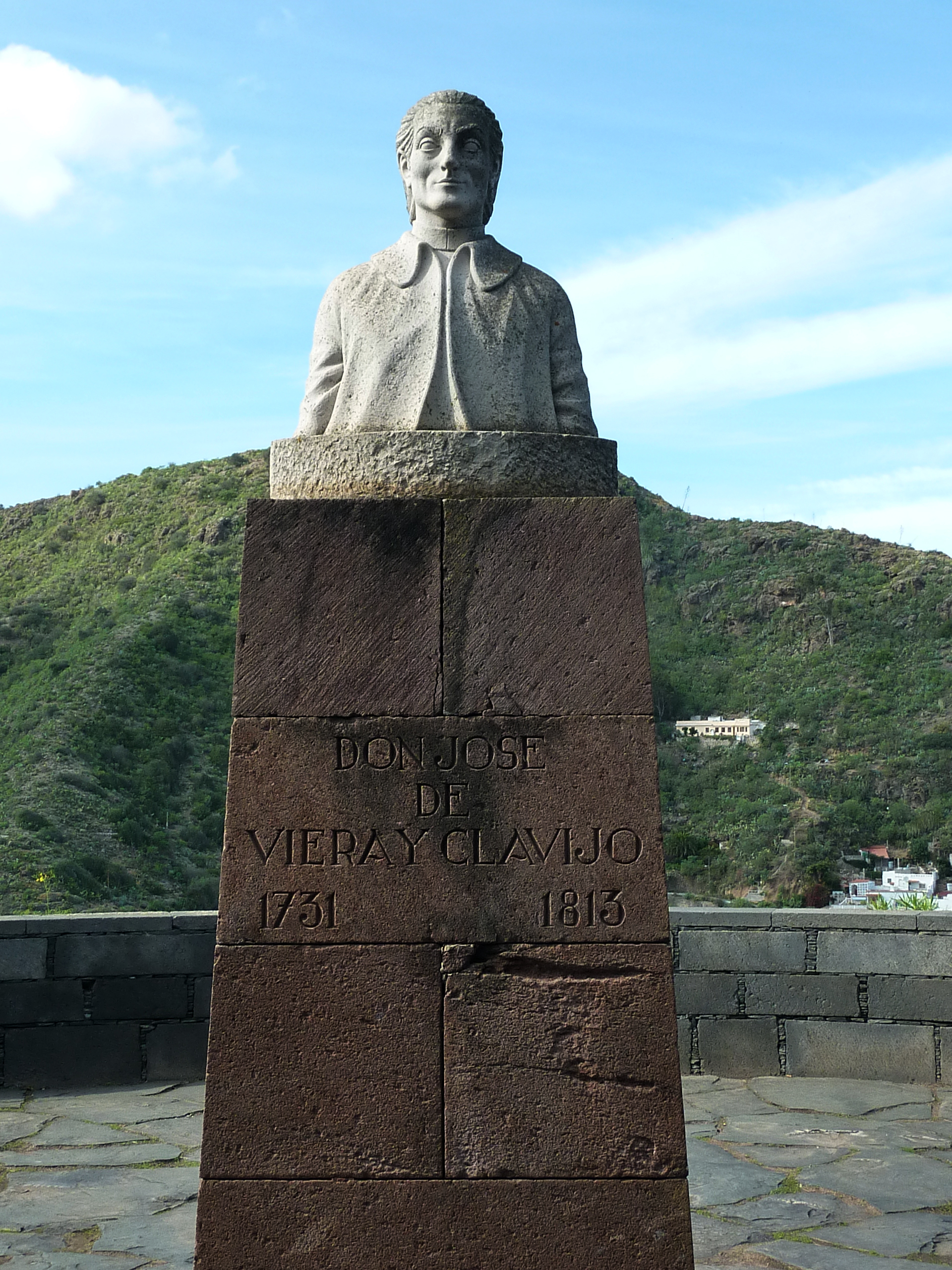
Busto de José de Viera y Clavijo en el Jardín Botánico de Gran Canaria.

Al menos desde 1781 mantuvo correspondencia con el historiador del arte Isidoro Bosarte, entonces en Viena, entre otros. En 1782, siendo obispo de la entonces única diócesis de las Islas Canarias el cisterciense fray Joaquín Herrera de la Bárcena, fue nombrado arcediano de Fuerteventura en la catedral de Canarias, en Las Palmas de Gran Canaria, y en 1784, año en que se publicó el cuarto y último tomo de sus Noticias de la historia general de las Islas Canarias, abandonó Madrid y embarcó en Cádiz con destino a Gran Canaria, de donde ya no se movería hasta su muerte. En dicha isla fundó y dirigió el Colegio San Marcial, contribuyó a la introducción de la imprenta en Gran Canaria y fue nombrado director de su Real Sociedad Económica de Amigos del País, realizando los extractos de las actas durante el periodo de 1777 a 1790. En ese mismo año publicó Elogio de D. Alfonso Tostado, Obispo de Ávila....
En 1790, Antonio Porlier, miembro del Consejo de Indias, le ofreció varios empleos en Madrid que rehusó, pues vivía activamente dedicado a las ocupaciones de su cargo, de la Real Sociedad Económica, del colegio de San Marcial y de sus trabajos literarios y traducciones.
En 1797, conoció los relatos de la derrota de Horatio Nelson por el general Gutiérrez en su intento de tomar Santa Cruz de Tenerife. En 1799, escribió el Diccionario de historia natural de las islas Canarias y, un año más tarde, El nuevo Can Mayor o constelación canaria, colección de 13 octavas reales en las que elogió a los canarios ilustres. La publicación de sus Noticias de la historia general de las Islas de Canaria le acarreó numerosos disgustos.[cita requerida]
El 30 de septiembre de 1811 otorgó testamento en Telde ante el escribano público Juan Nepomuceno Pastrana. Falleció en Las Palmas de Gran Canaria el 21 de febrero de 1813. Fue enterrado en el cementerio público de la ciudad, cuyas obras aún no habían finalizado, y el 19 de diciembre de 1860 sus restos se trasladaron al recién construido panteón de los capitulares, dentro del mismo cementerio ya terminado. Finalmente, el 21 de febrero de 1913, sus restos se trasladaron definitivamente a la catedral de Canarias, siendo sepultados en la Capilla de San José, dando así cumplimiento a su voluntad testamentaria.

## Obra

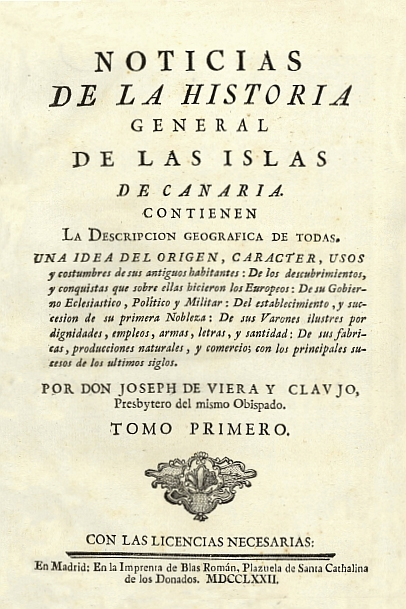
Portada del Tomo I de las Noticias de la historia general de las Islas de Canaria (1772-1773)

Compuso, aparte de algunos poemas satíricos que le causaron ciertas dificultades, poemas didácticos típicamente ilustrados sobre ciencias experimentales, en muchos de ellos impulsado por su oficio de preceptor de los hijos del Marqués de Santa Cruz: Al globo aerostático, Las cuatro partes del día, Las bodas de las plantas, sobre botánica, y el más ambicioso de todos, Los aires fijos, en seis cantos, los dos últimos añadidos algún tiempo después, sobre meteorología. La prosa de Noticias del cielo o Astronomía para niños es de evidente intención didáctica; más complejo es Los Vasconautas, un poema bastante original por reavivar la antigua épica culta compuesta en octavas, y aunque se escribió en 1766, solo llegó a editarse más de doscientos años después, en 1983. Consta de cuatro cantos de tono bastante irónico y posee numerosas alusiones intertextuales a la Divina Comedia, de Dante Alighieri, pues el protagonista desciende a los infiernos de la mano del caudillo aborigen Doramas; su interés viene dado por la especial fusión de elementos históricos y mítico-fantásticos sin separarse de la Ilustración. Ese mismo año escribió un Diccionario de historia natural.[cita requerida]
Sin embargo, su obra maestra como historiador la constituye sus Noticias de la historia general de las Islas de Canaria (1772-1773). En cuanto a su intento de cultivar el teatro con una tragedia neoclásica, La vida de Santa Genoveva, no le debió satisfacer, ya que no siguió por ese camino, y lo mismo cabe decir del único intento narrativo que se le conoce, La vida del noticioso Jorge Sargo, una novela picaresca influida por la obra de Mateo Alemán que compuso siendo muy joven. Como traductor, vertió obras de Jean Racine y de Jean-François de La Harpe, entre otros.
El Gobierno de Canarias celebró, en Los Realejos, el 21 de febrero de 2006, día de su muerte, y coincidiendo con el 275 aniversario de su nacimiento, el primer "Día de las Letras Canarias", con la intención de institucionalizarlo y celebrarse todos los años, y como homenaje a uno de los principales autores de la literatura canaria.

### Reediciones
- 2002. Opúsculos científicos. Vol. 4 Materiales de historia de la ciencia. Con Miguel Hernández González. Ed. Fundación Canaria Orotava, 114 pp. ISBN 8460746089, ISBN 9788460746089
- 2006. Noticias del cielo o Astronomía para niños. Tigota (Idea) Ed. Idea, 70 pp. ISBN 849657069X, ISBN 9788496570696
- 2007. Descripción de La Gomera, vol. 1 Voces de La Gomera. Ed. IDEA, 520 pp. ISBN 8483820161, ISBN 9788483820162
- 2008. Vos estis Sol: epistolografía íntima, 1770-1783. Ed. R. Padrón Fernández & CSIC Press, 273 pp. ISBN 8400087224, ISBN 9788400087227
- 2012. El Hieroteo, o Tratado histórico de los antiguos honores y derechos del presbítero. Edición de Manuel de Paz Sánchez. Santa Cruz de Tenerife, Ediciones Idea. ISBN 9788499419015

- La abreviatura «Viera y Clavijo» se emplea para indicar a José de Viera y Clavijo como autoridad en la descripción y clasificación científica de los vegetales.[17]